# Sony A

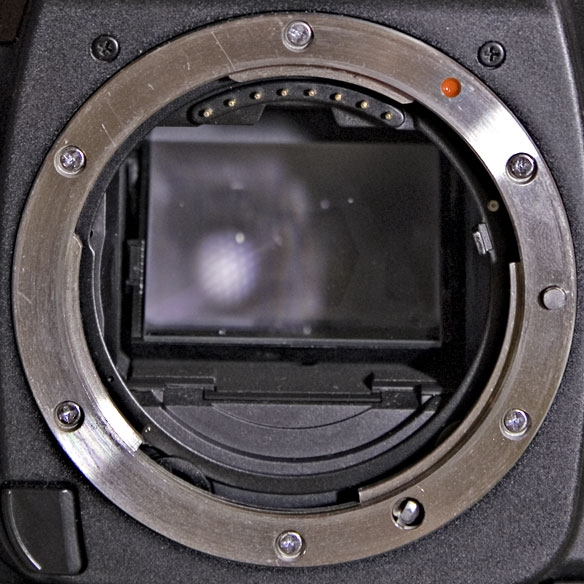
Bagnet Minolta AF po stronie aparatu

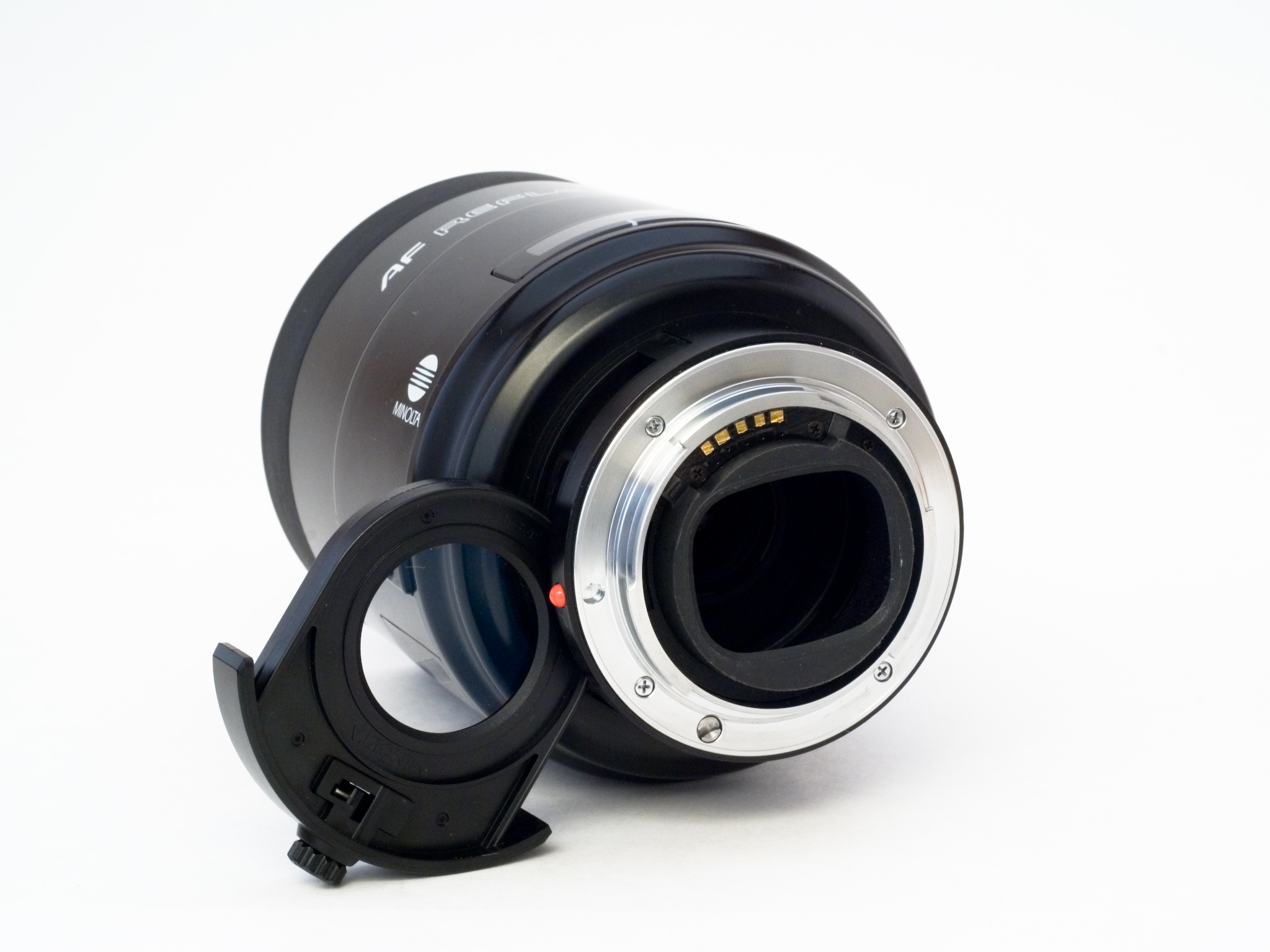
Bagnet Minolta AF po stronie obiektywu

Sony A (znany również jako Bagnet A, lub Bagnet Alfa, do 2006 Minolta AF) – bagnetowy system montażu obiektywu zaprojektowany przez Minoltę w 1985 roku jako pierwsze na świecie mocowanie z automatyką ostrości. Aktualnie wykorzystywany i rozwijany jest przez firmę Sony w systemie Sony Alfa jako jeden z dwóch bagnetów tej marki (drugim jest Sony E, wprowadzony w roku 2010).
Pierwsza wersja bagnetu zakładała przeniesienie napędu AF z korpusu aparatu (tzw. "śrubokręt", analogicznie jak w rozwiązaniach bagnetów Nikon F i Pentax). 
Wraz z debiutem piątej generacji (Minolta Dynax 7) wprowadzona została obsługa silników zintegrowanych z obiektywem (SSM -  "SuperSonic Motor"), oraz przekazywania do korpusu informacji o ustawionej odległości ogniskowania - niezbędnej do działania nowego pomiaru światła błyskowego ADI. 
Obiektywy z wbudowanym silnikiem noszą oznaczenie SSM, a przekzujące dane o odległości dodatkowo posiadają w nazwie literę "D" (np: Minolta AF 24-105/3.5-4.5 (D) - oznacza obiektyw bez silnika przekazujący dane o ustawionej odległości ostrzenia, a Minolta AF 70-200/2.8 APO G (D) SSM oznacza obiektyw z silnikiem SSM przekazujący odległość).
Po przejęciu praw do bagnetu A przez firmę Sony zrezygnowano z dodawania litery D do nazwy.
W 2009 roku wprowadzone zostały silniki SAM (Smooth Autofocus Motor) – prostsze i tańsze od SSM rozwiązanie nie oparte na ultradźwiękach. 
Mocowanie Sony A do przymykania przysłony wykorzystuje popychacz sterowany z korpusu.

## Zastosowanie

### SLT
- Sony α33, Sony α35, Sony α37
- Sony α58
- Sony α55, Sony α57, Sony α58
- Sony α65, Sony α68
- Sony α77, Sony α77 II
- Sony α99, Sony α99 II

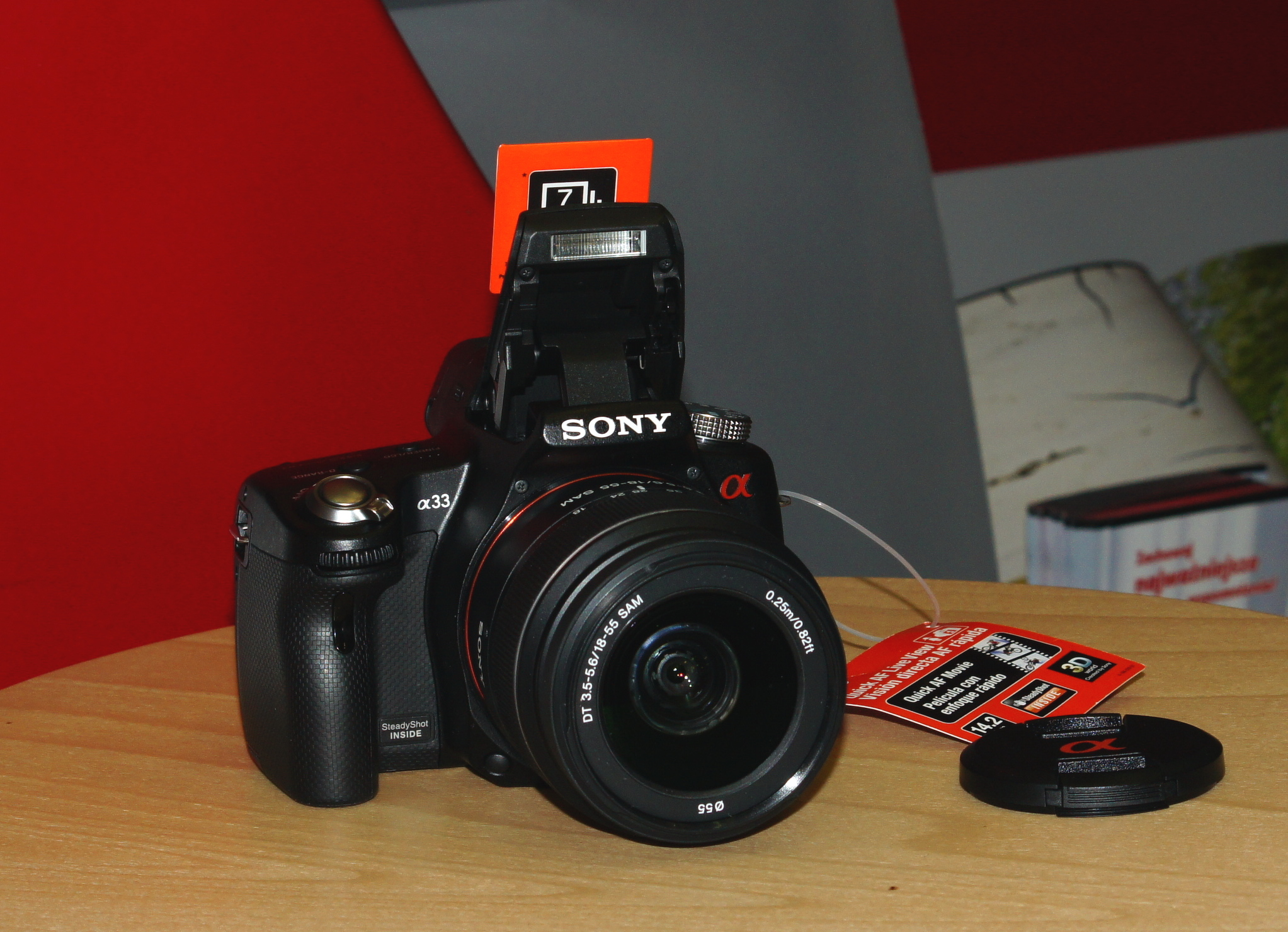
Sony α33
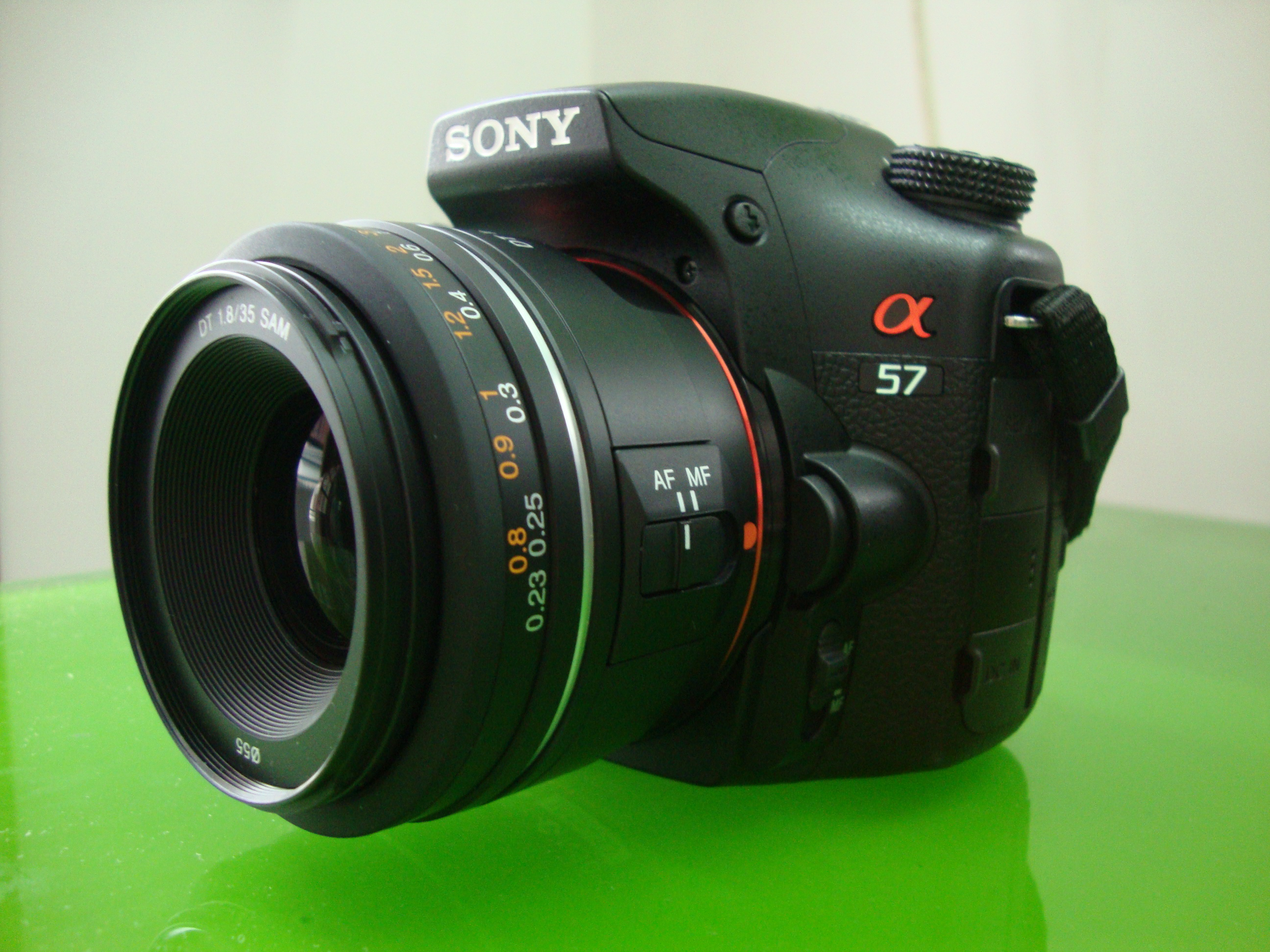
Sony α57
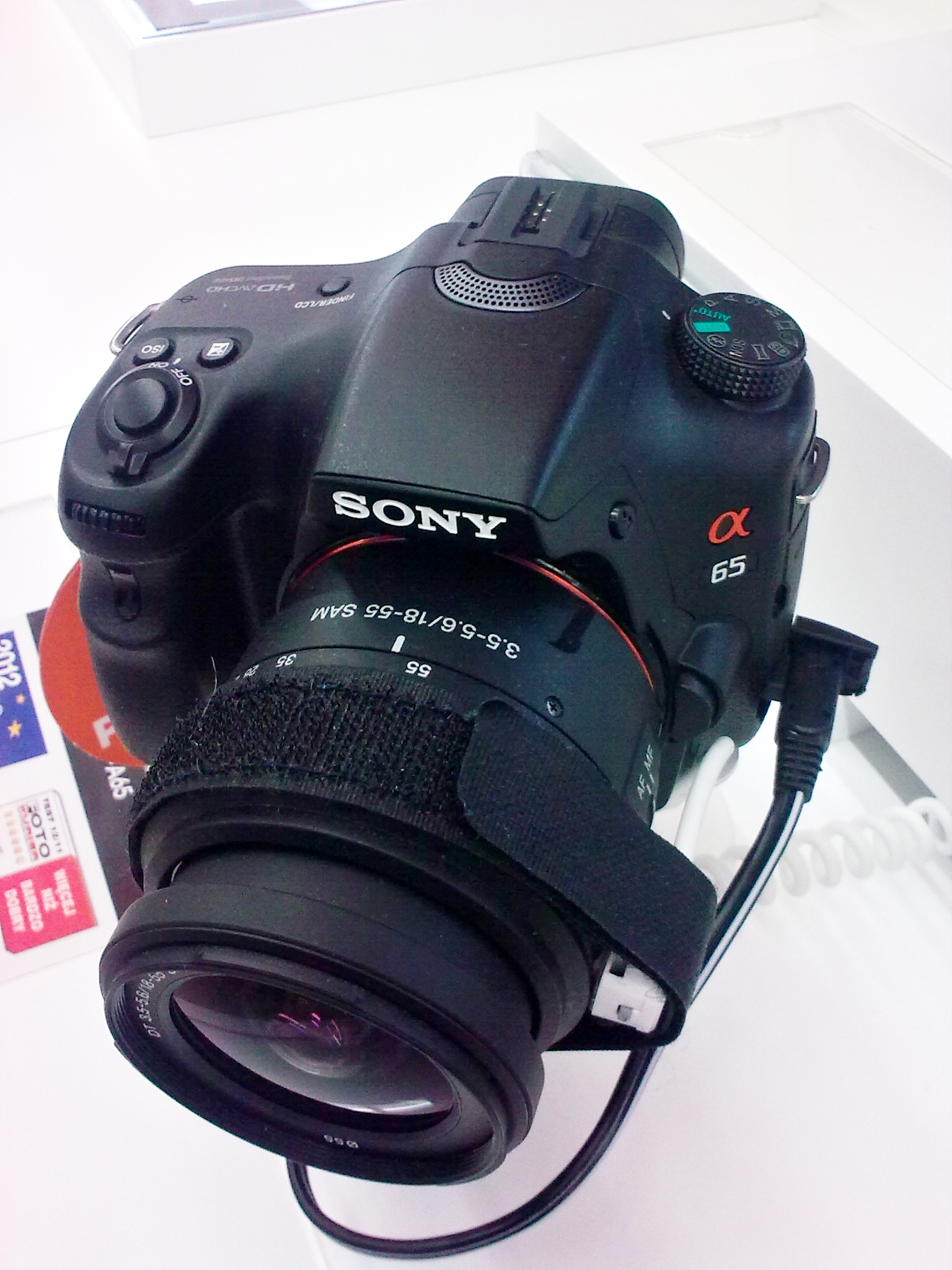
Sony α65
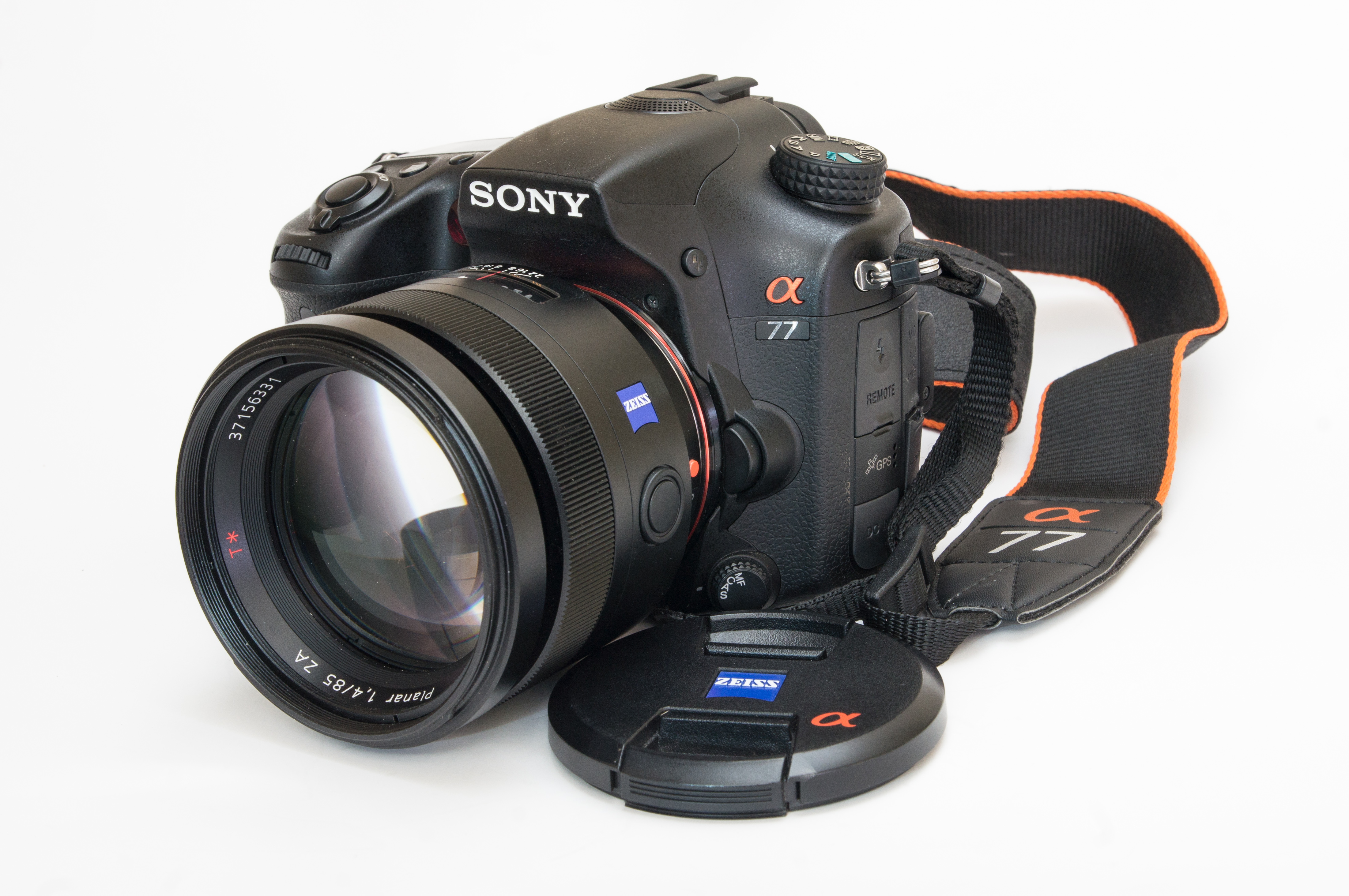
Sony α77
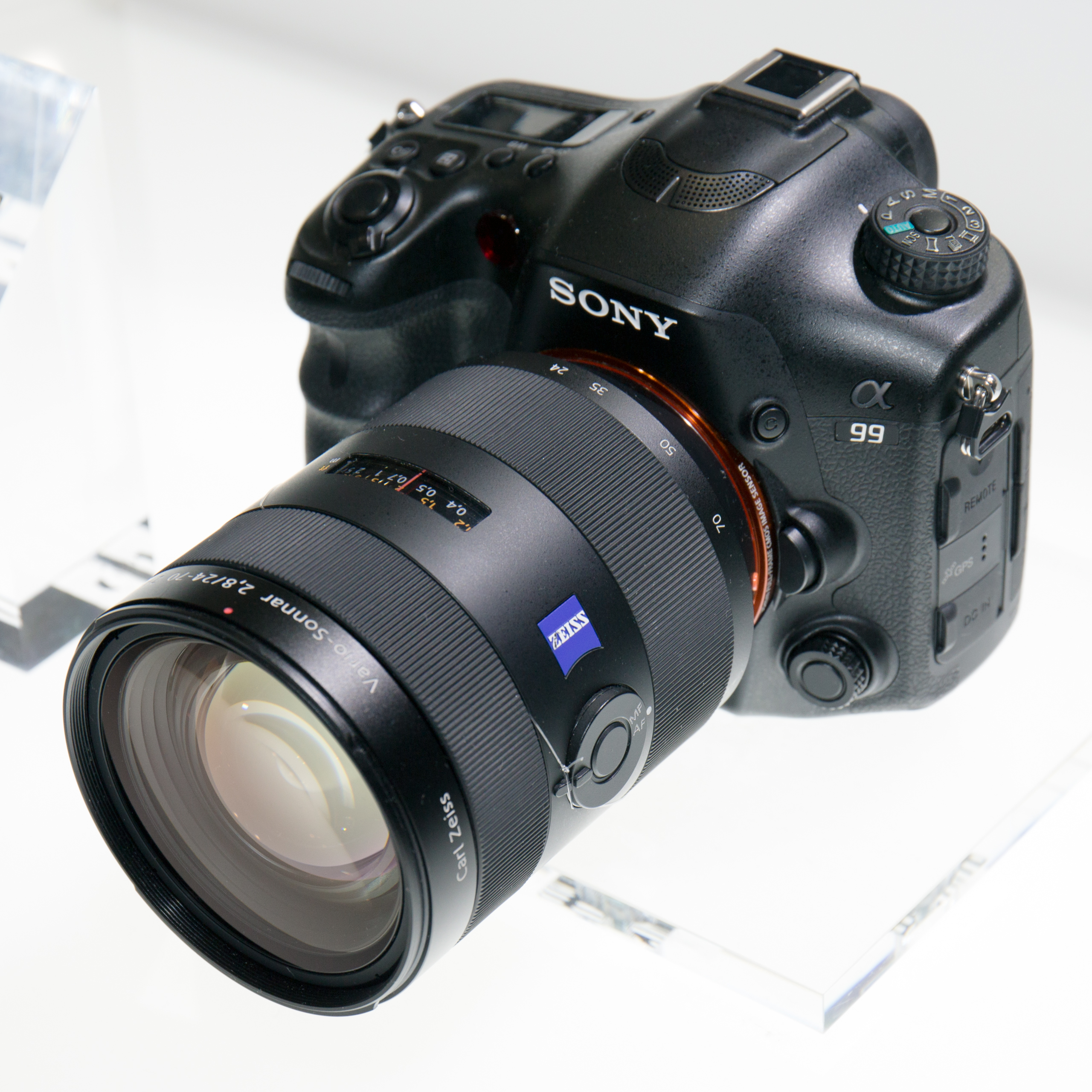
Sony α99

### DSLR
- Konica Minolta Dynax 5D
- Konica Minolta Dynax 7D
- Sony Alfa:
  - Sony α100
  - Sony α200, Sony α230, Sony α290
  - Sony α300, Sony α330, Sony α350, Sony α380, Sony α390
  - Sony α450
  - Sony α500, Sony α550, Sony α560, Sony α580
  - Sony α700
  - Sony α850
  - Sony α900

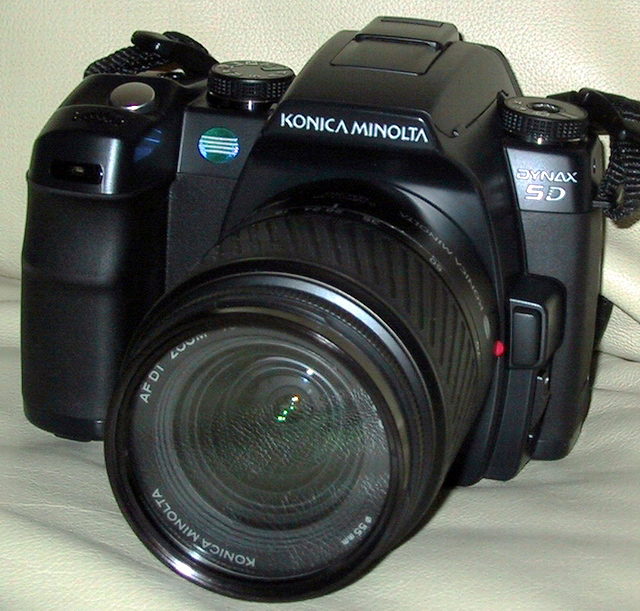
Konica Minolta Dynax 5D
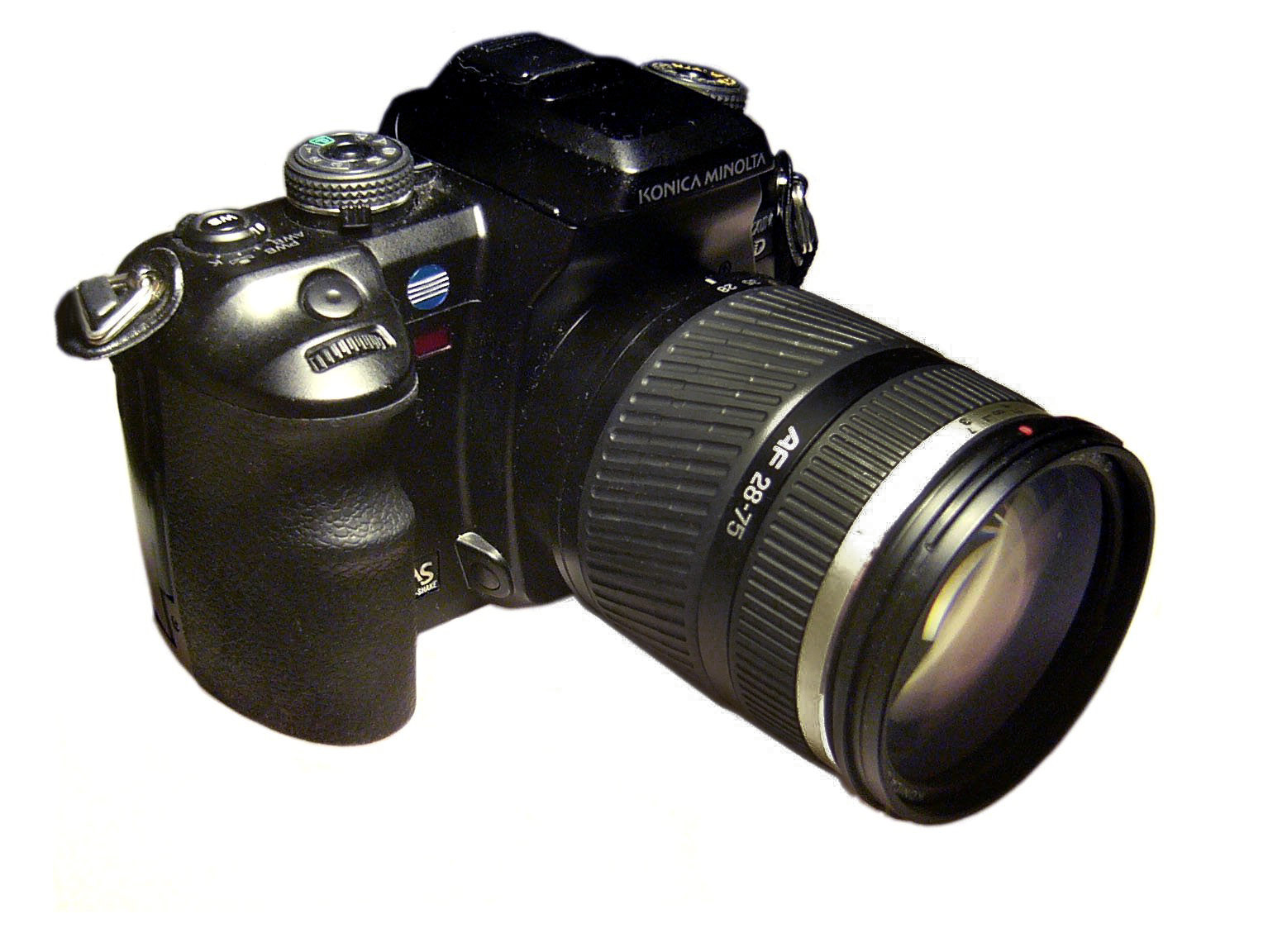
Konica Minolta Dynax 7D
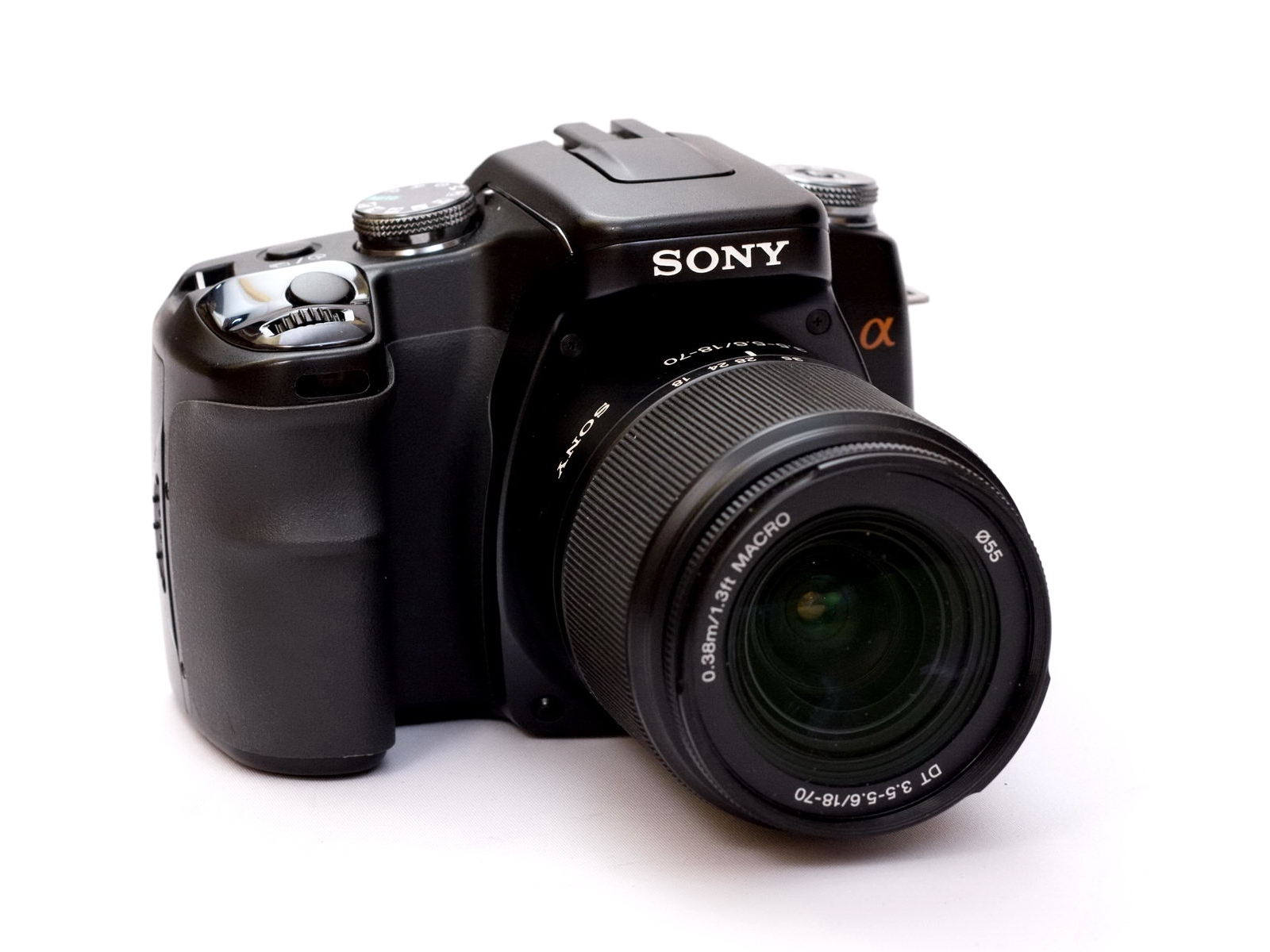
Sony α100
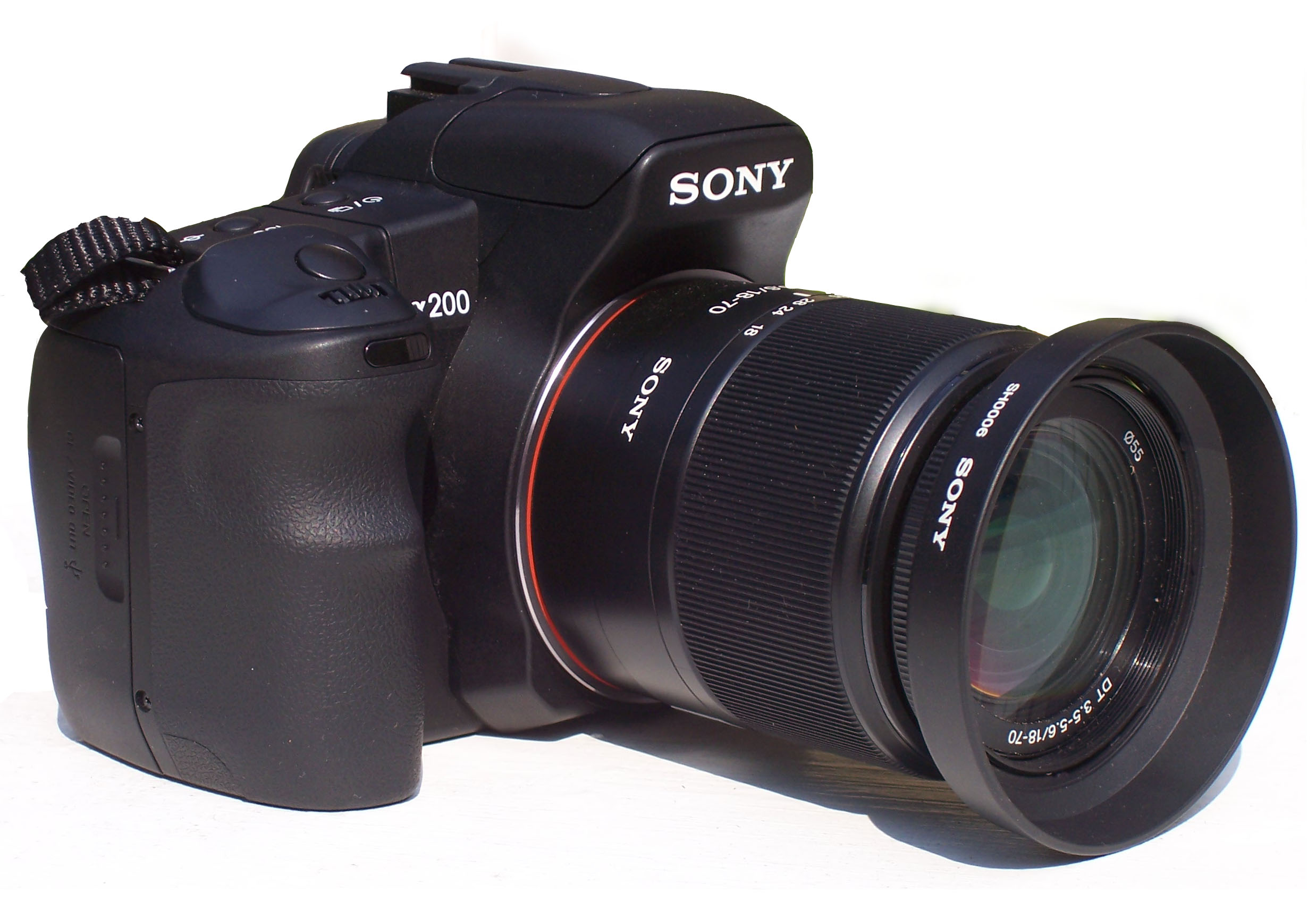
Sony α200
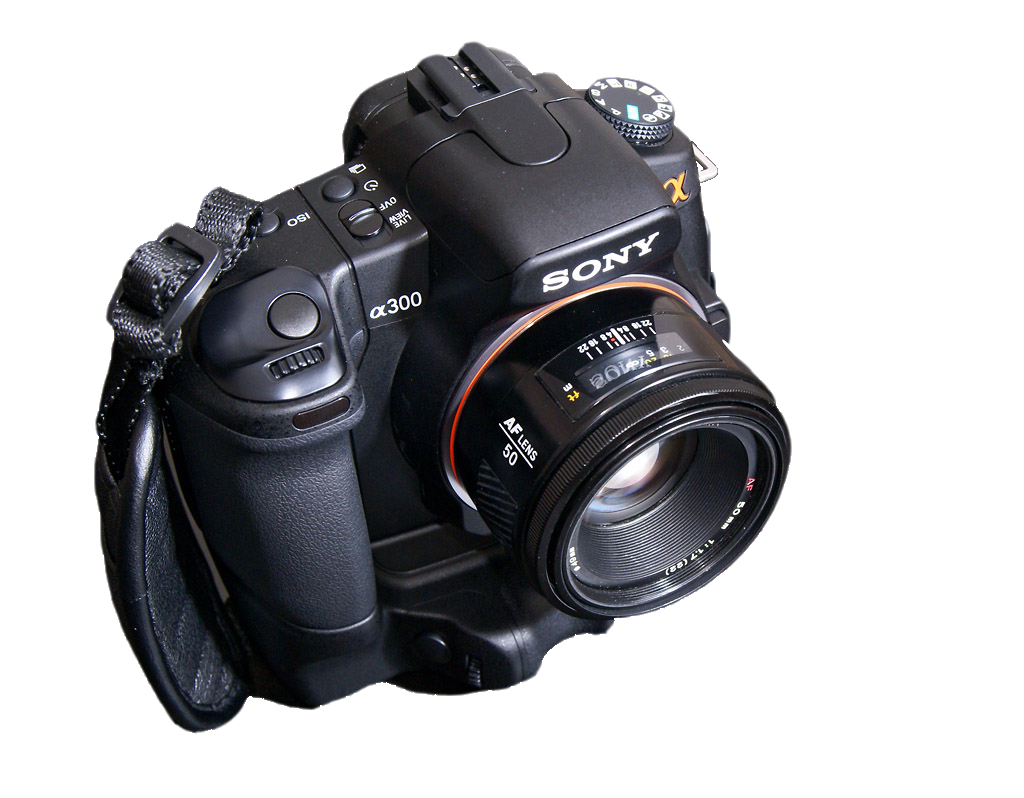
Sony α300 z gripem
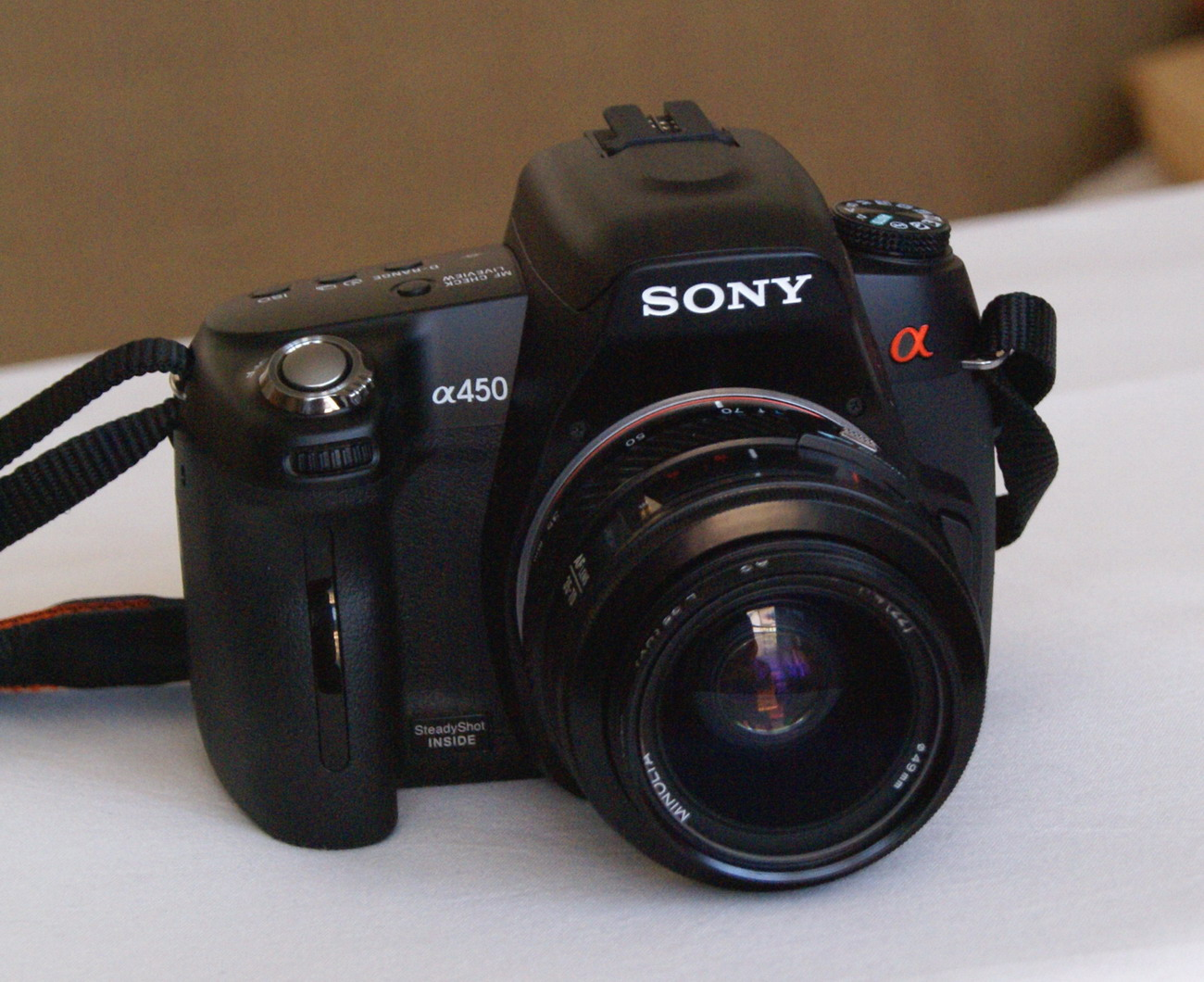
Sony α450
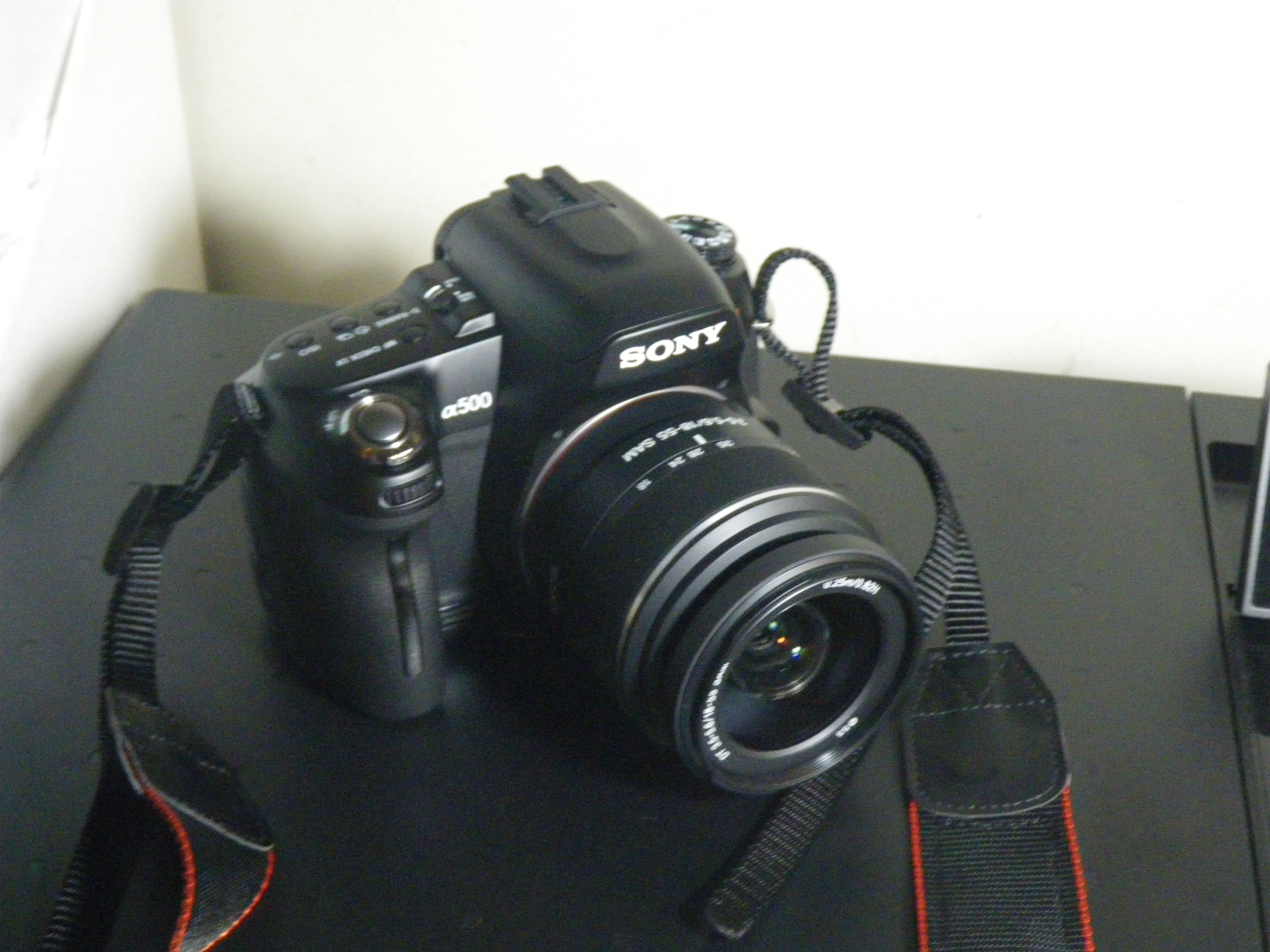
Sony α500
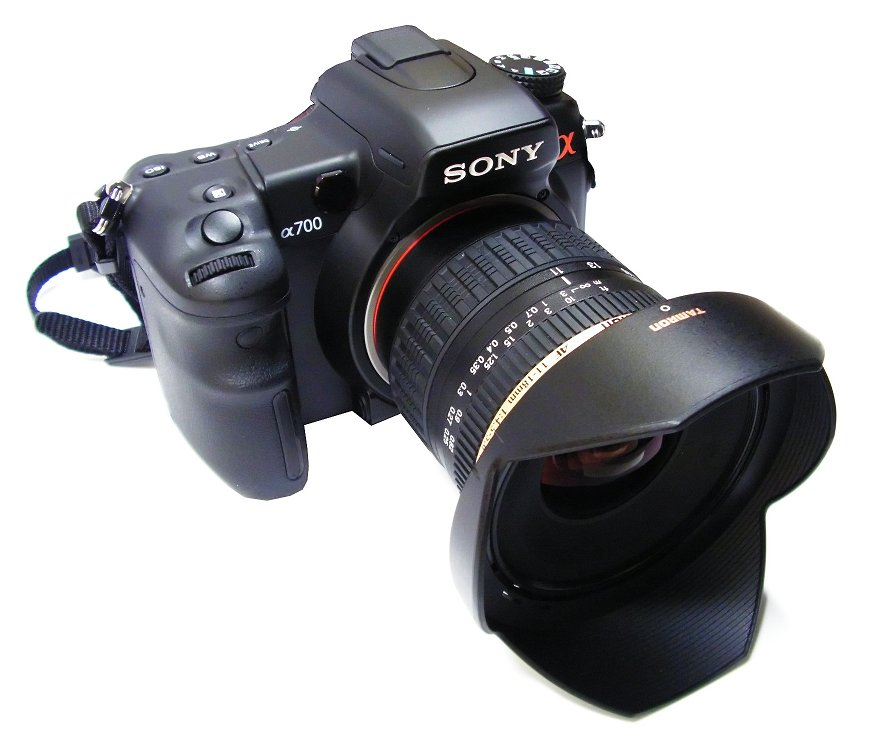
Sony α700
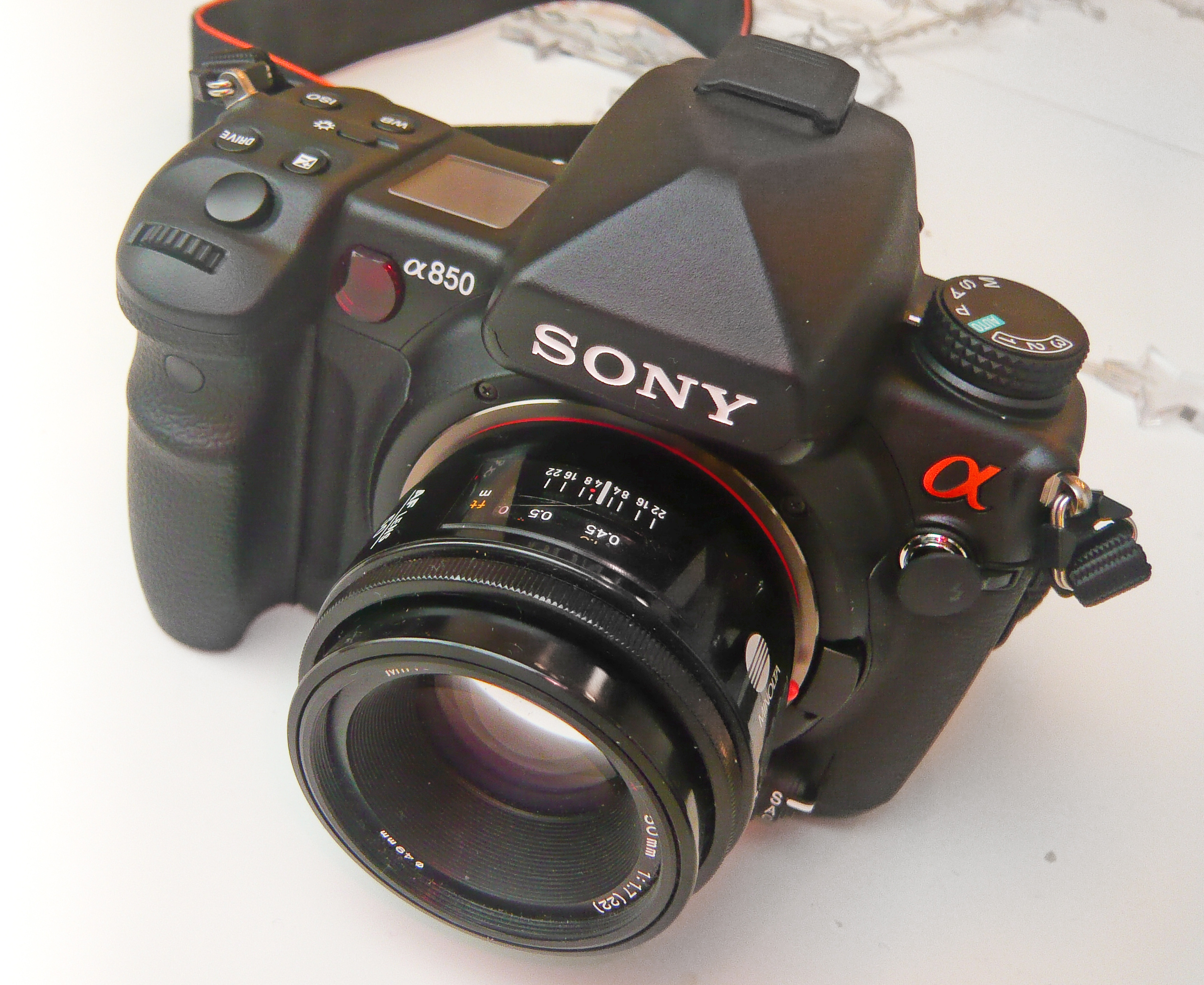
Sony α850
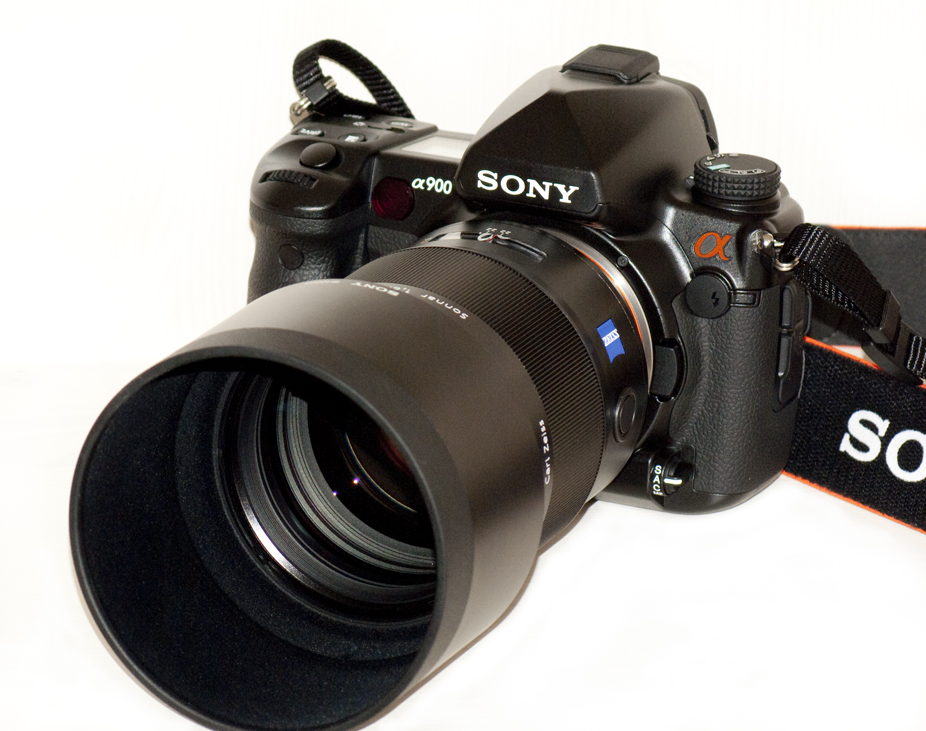
Sony α900

### Pierwsza generacja

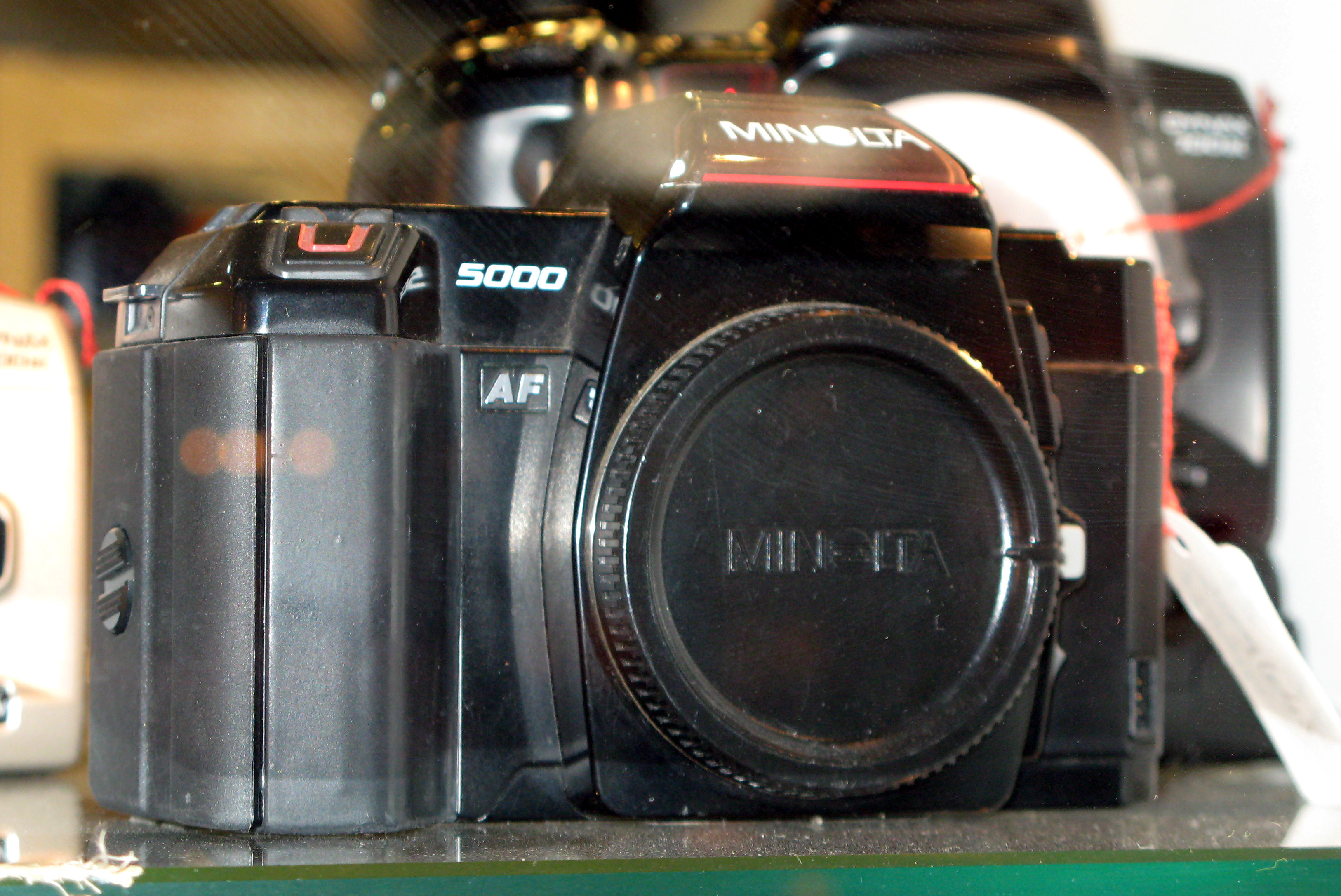
Minolta 5000
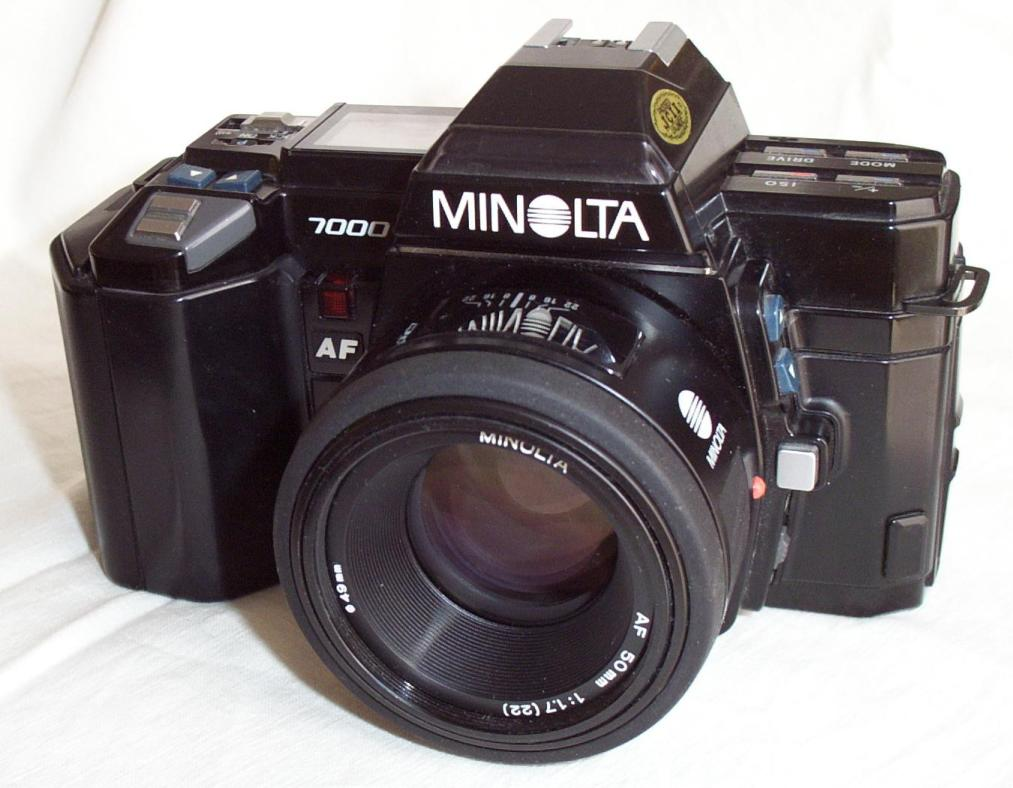
Minolta 7000
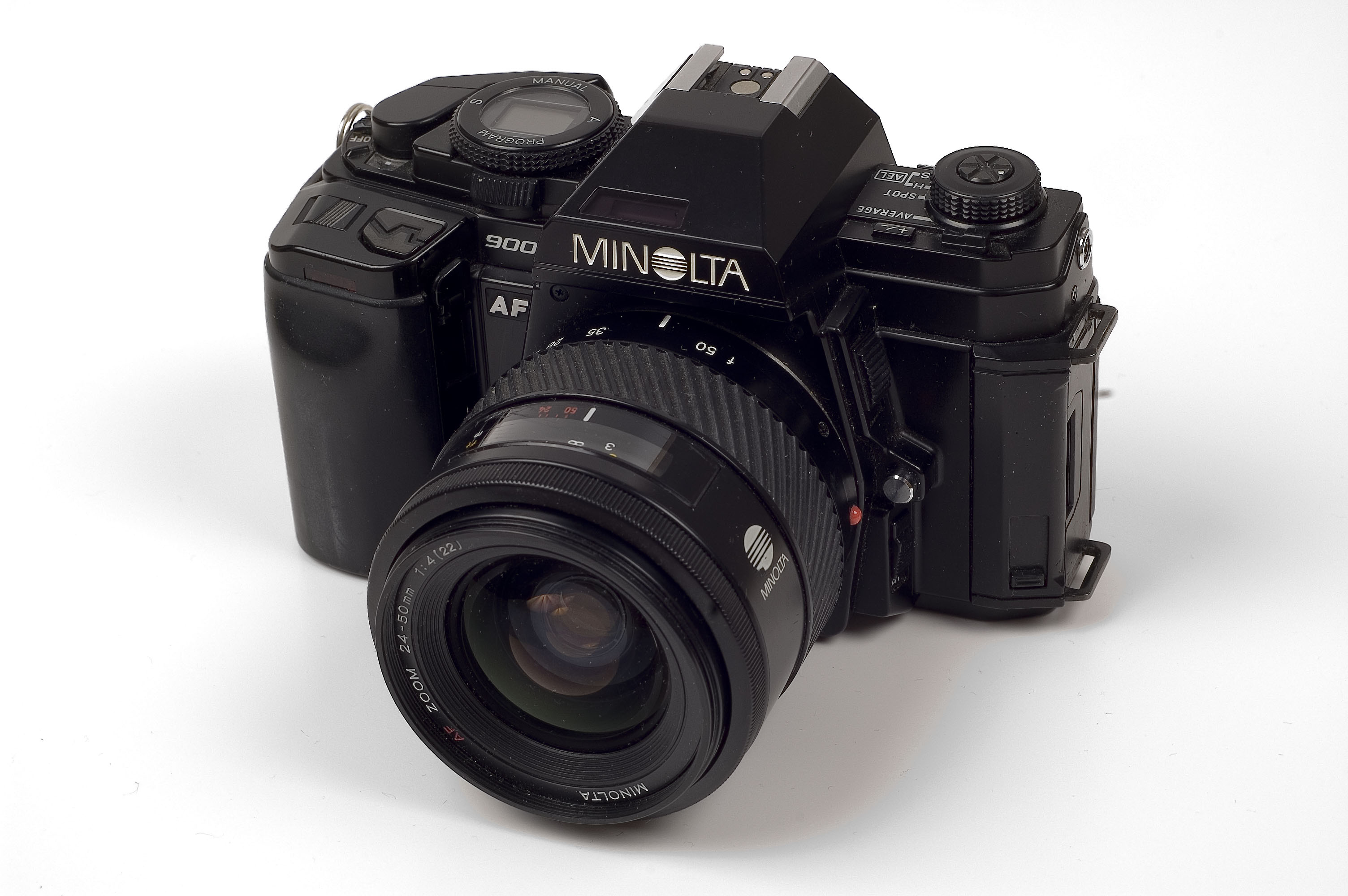
Minolta 9000

- Minolta 5000
- Minolta 7000
- Minolta 9000

### Druga generacja
- Minolta 3000i
- Minolta 5000i
- Minolta 7000i
- Minolta 8000i

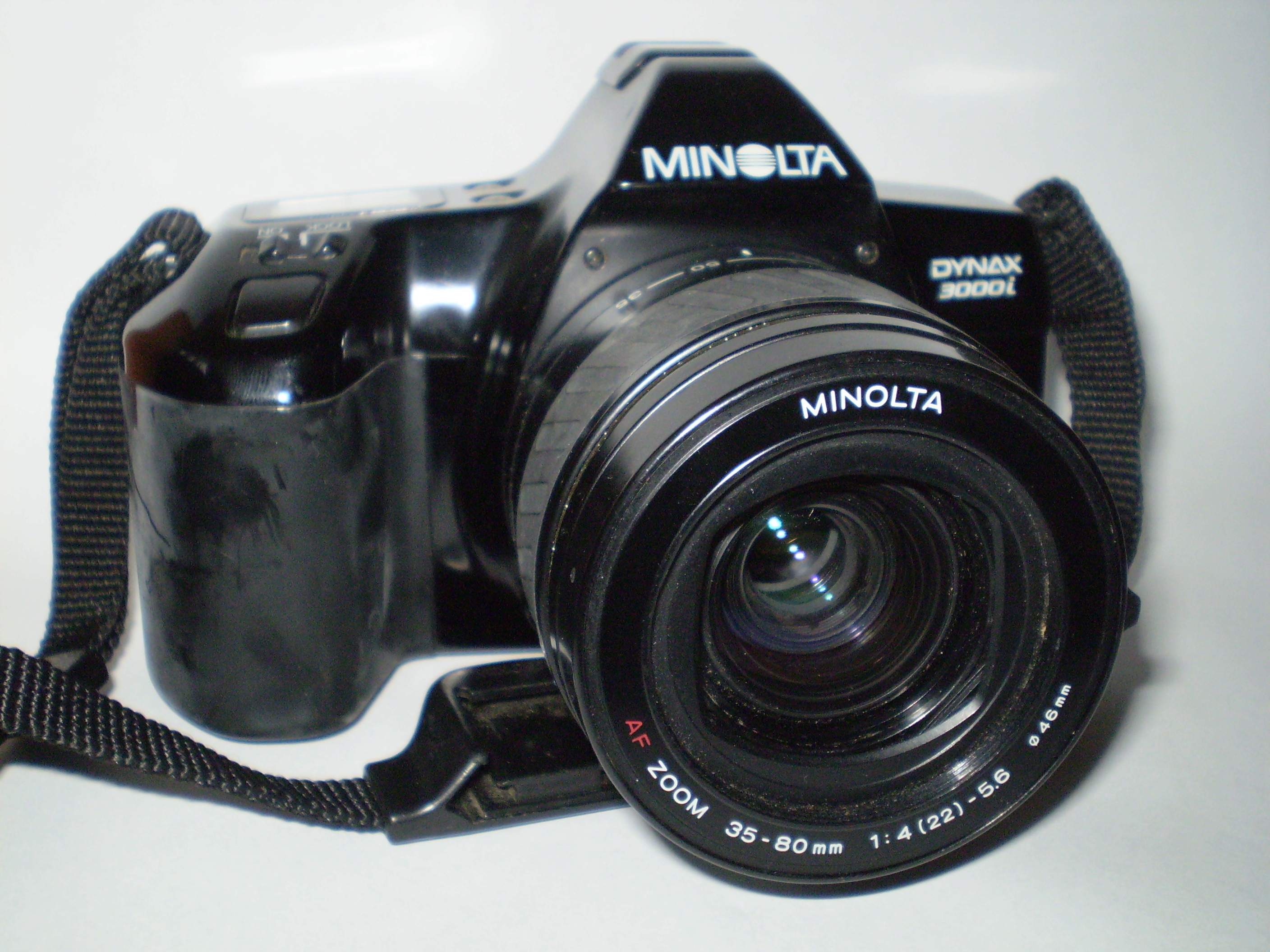
Minolta Dynax 3000i
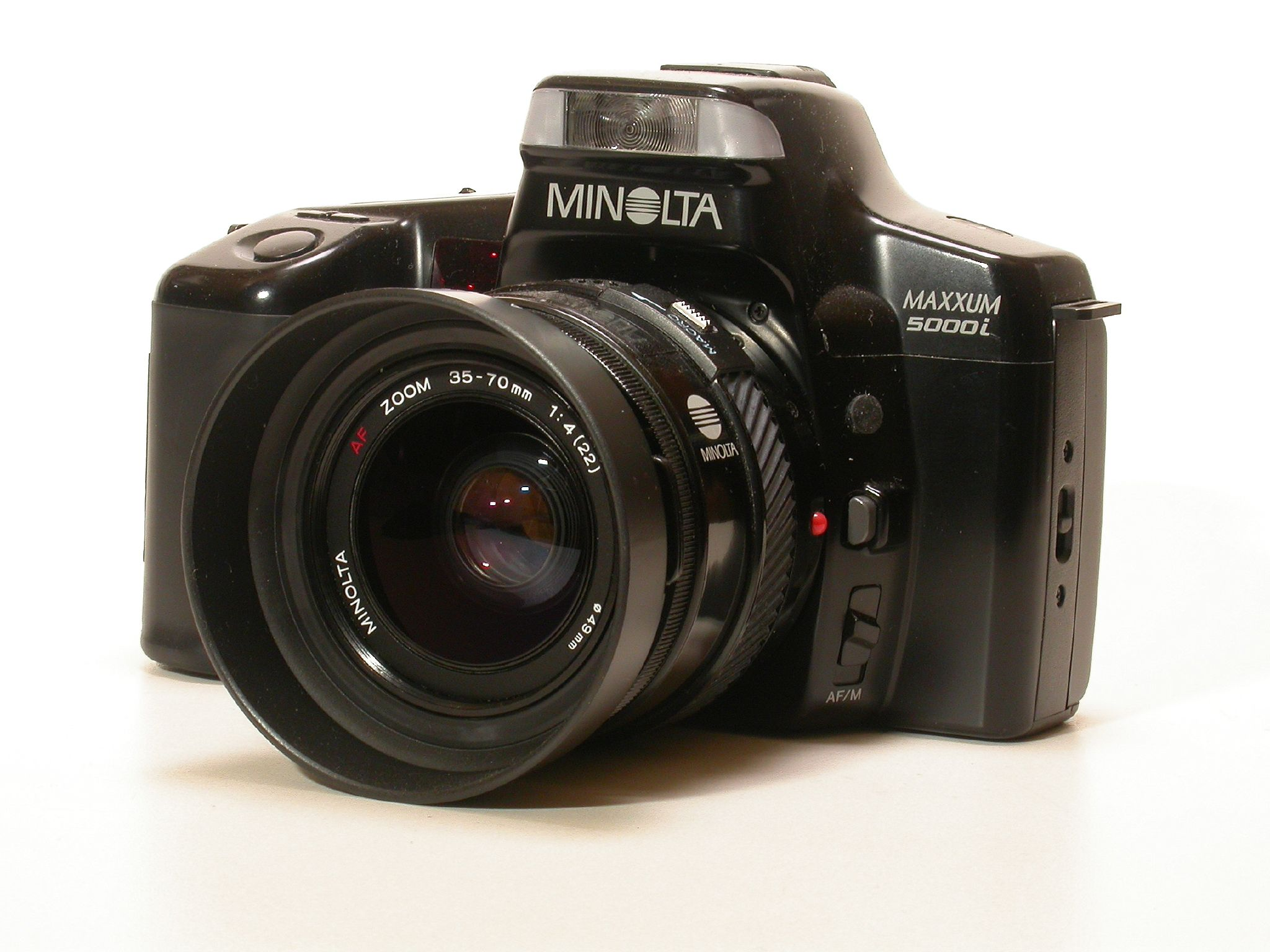
Minolta Dynax 5000i
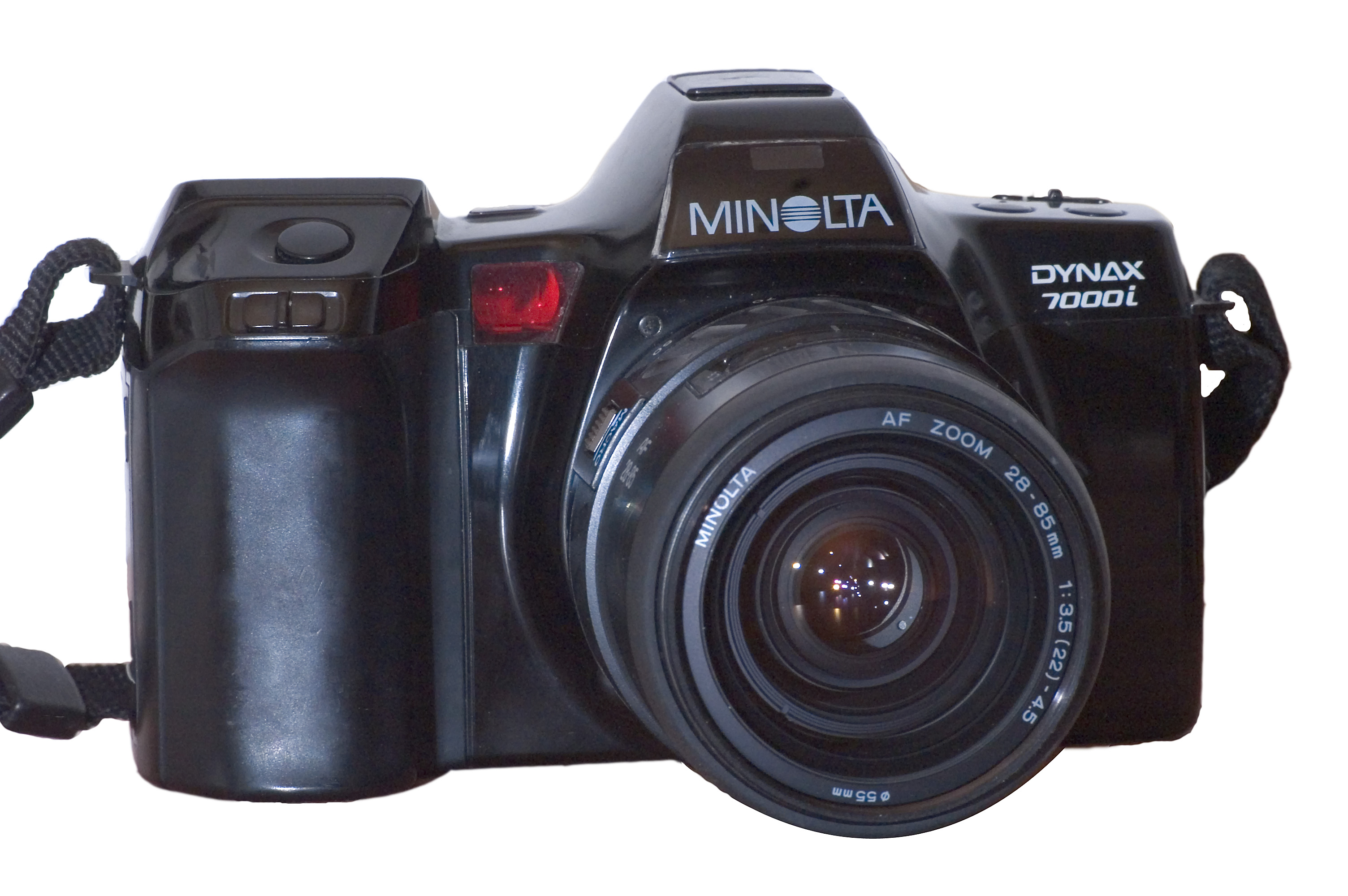
Minolta Dynax 7000i

### Trzecia generacja

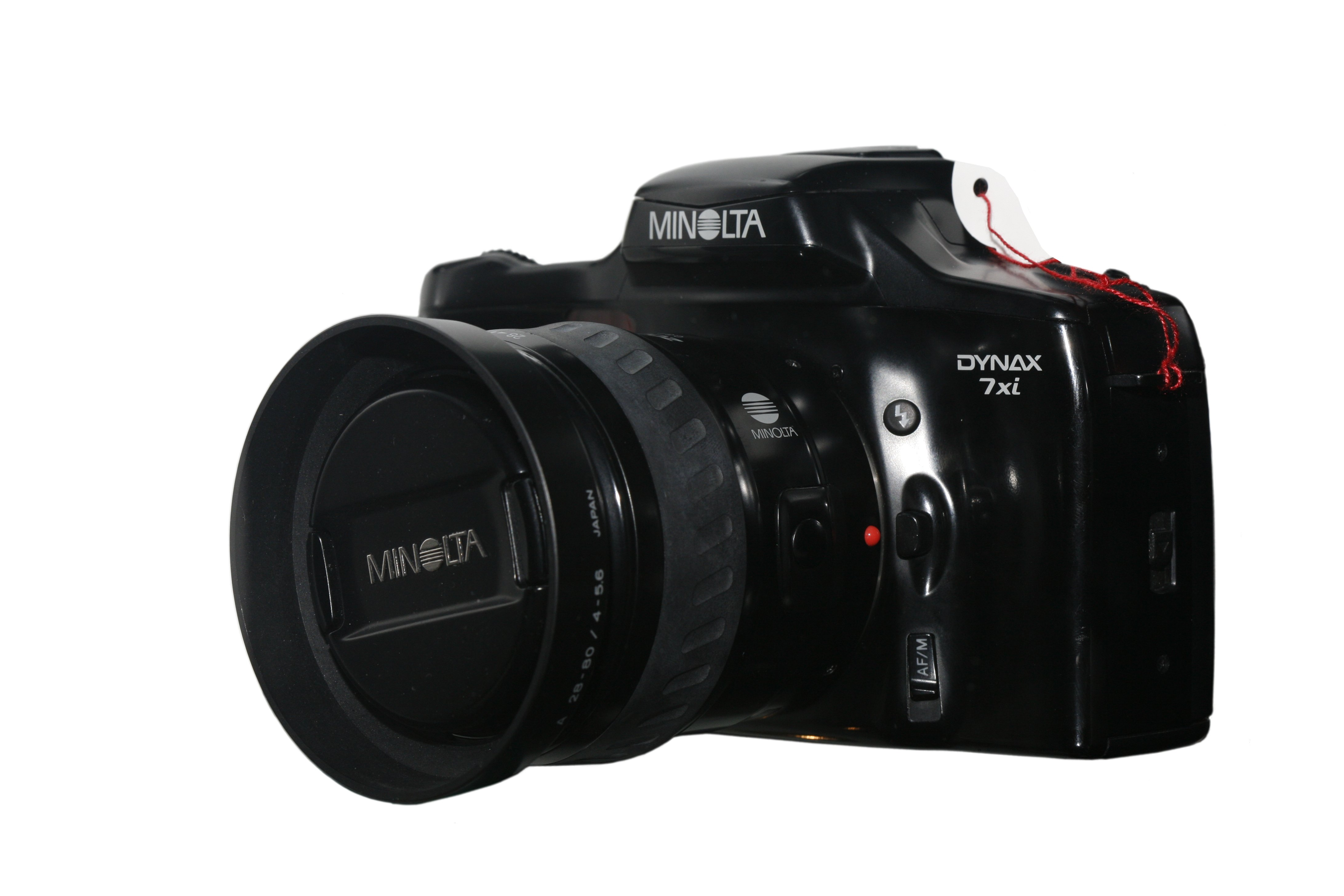
Minolta 2xi
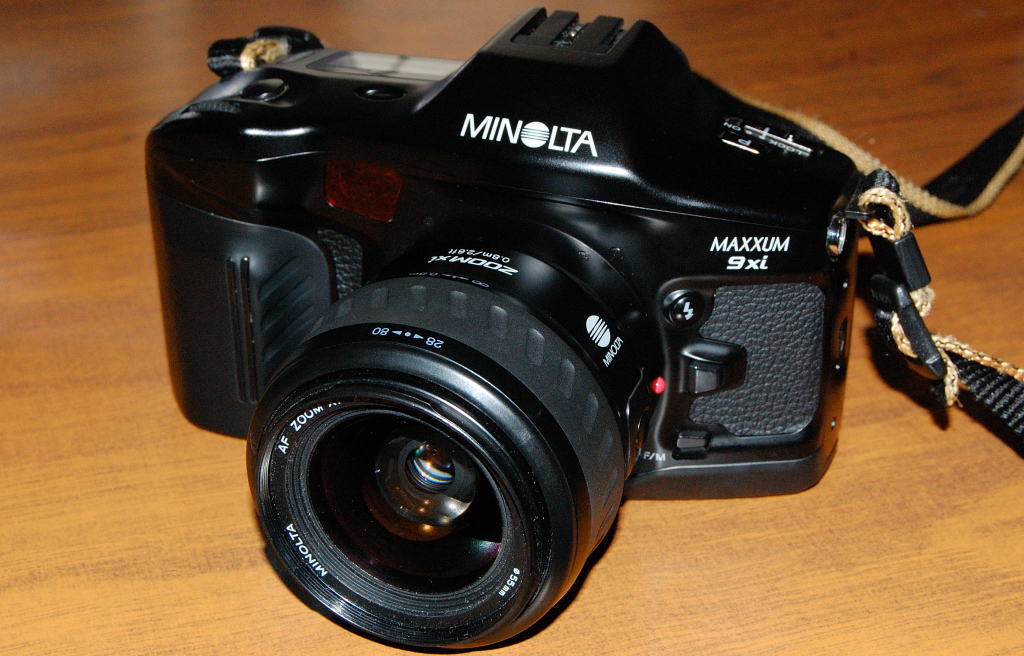
Minolta 3xi
- Minolta QTsi
- Minolta GT
- Minolta 5xi
- Minolta 7xi
- Minolta 9xi

- Minolta 7xi
- Minolta 9xi

### Czwarta generacja

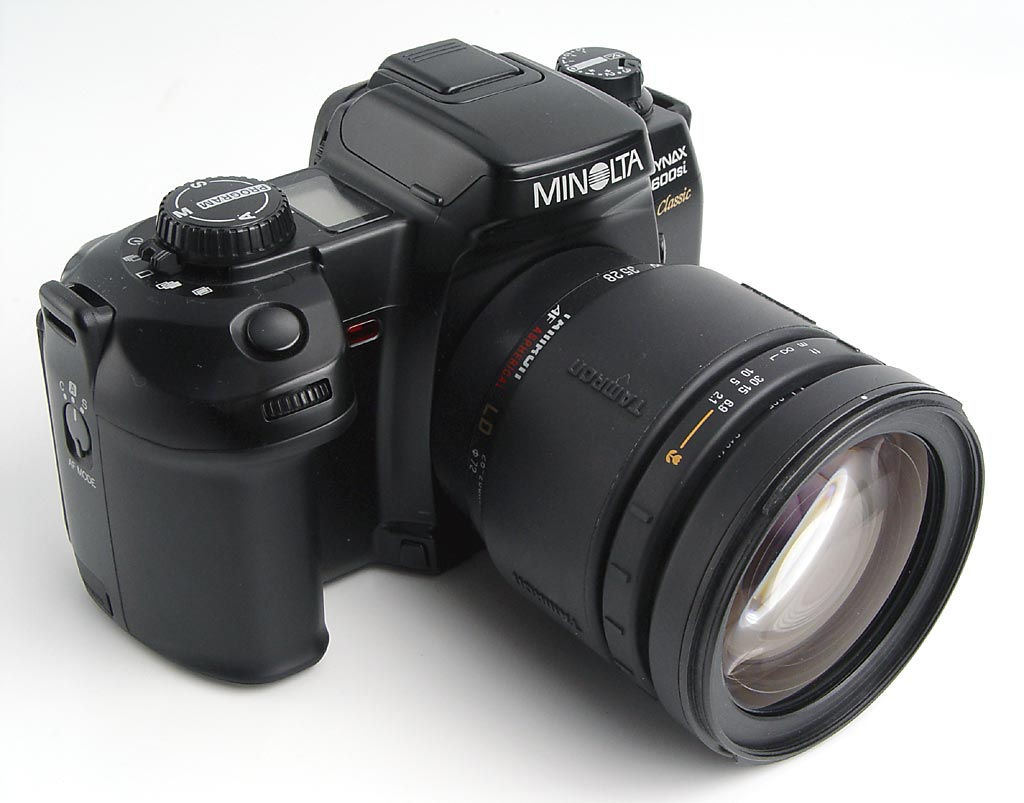
Minolta 600si
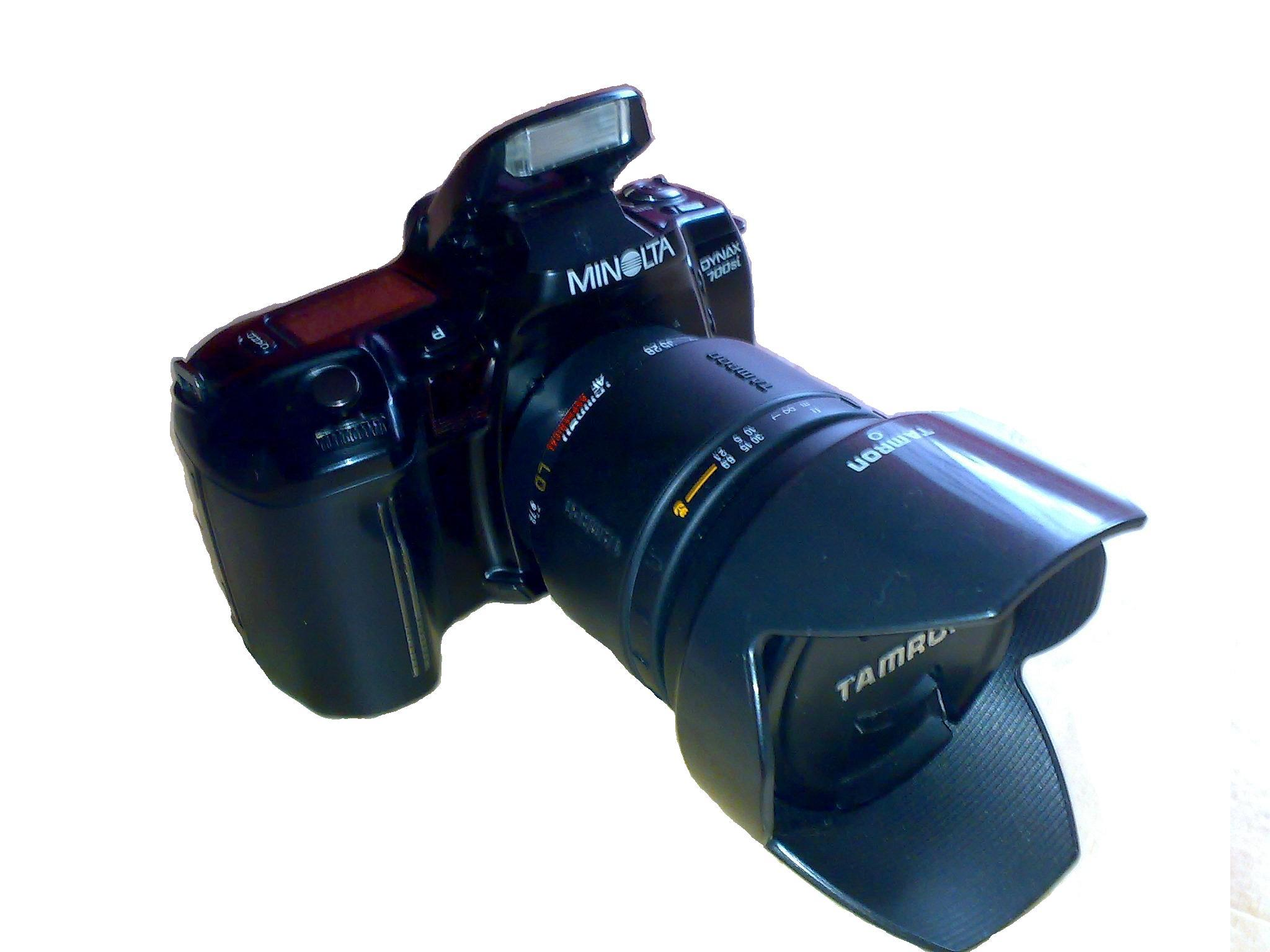
Minolta 650si
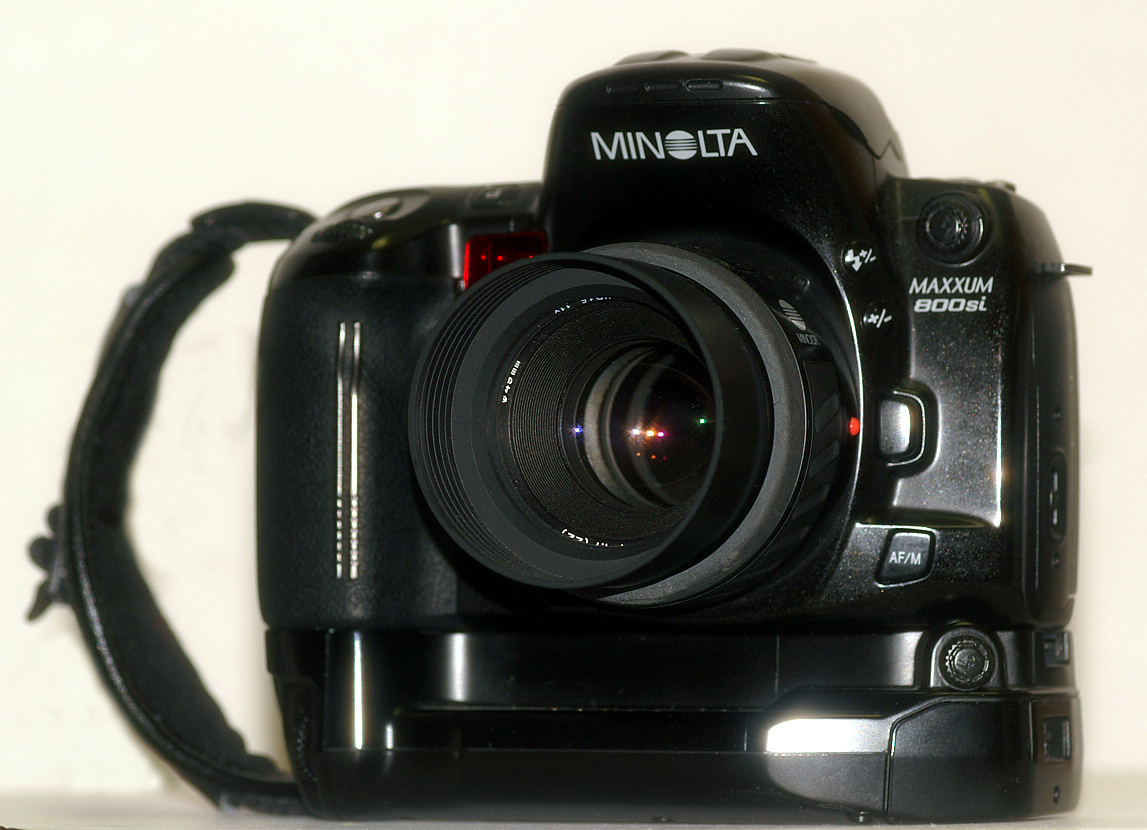
Minolta 700si
- Minolta 800si

- Minolta 600si
- Minolta 700si
- Minolta 800si

### Piąta generacja
- Minolta Dynax 5
- Minolta Dynax 7
- Minolta Dynax 9

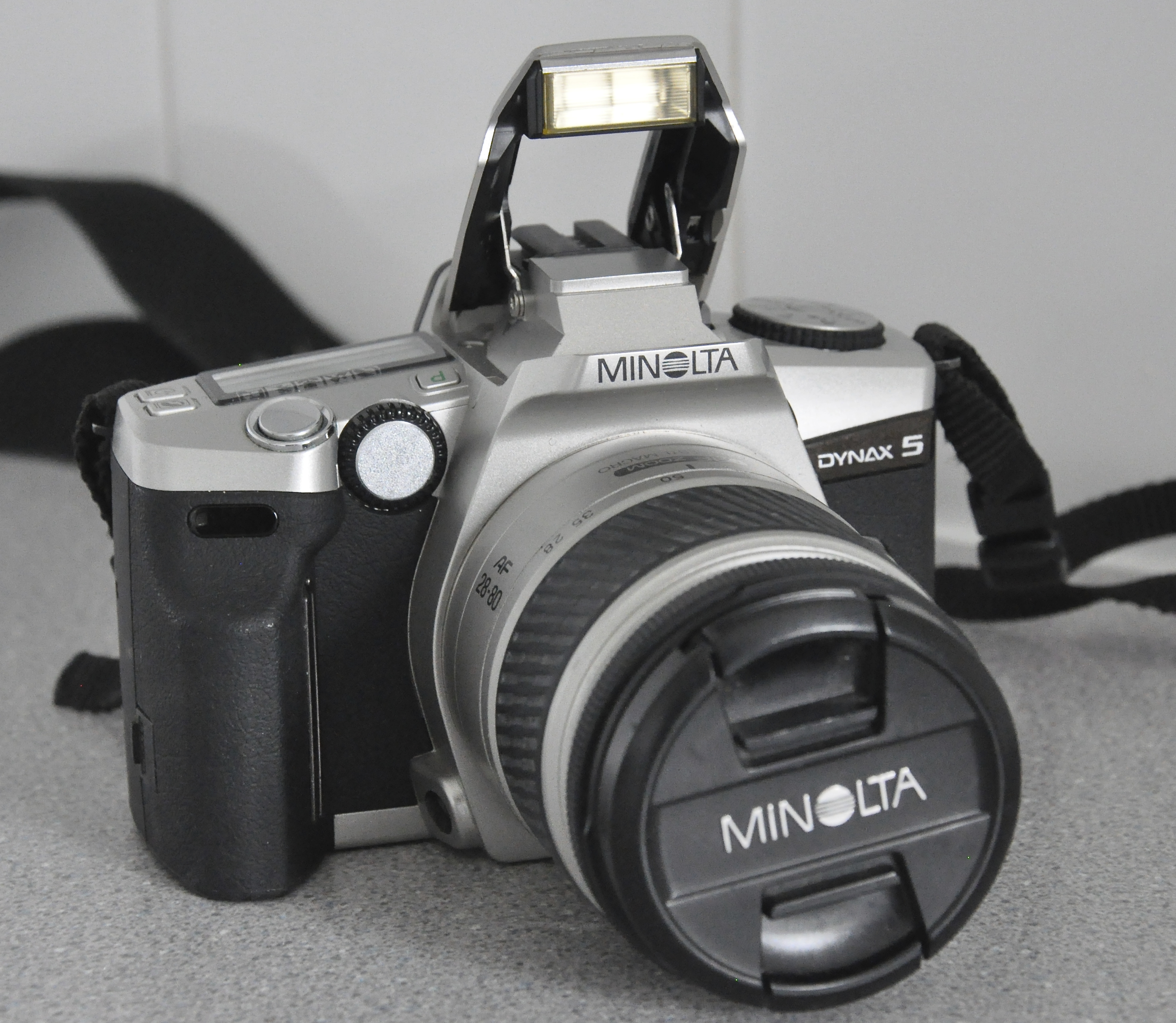
Dynax 5
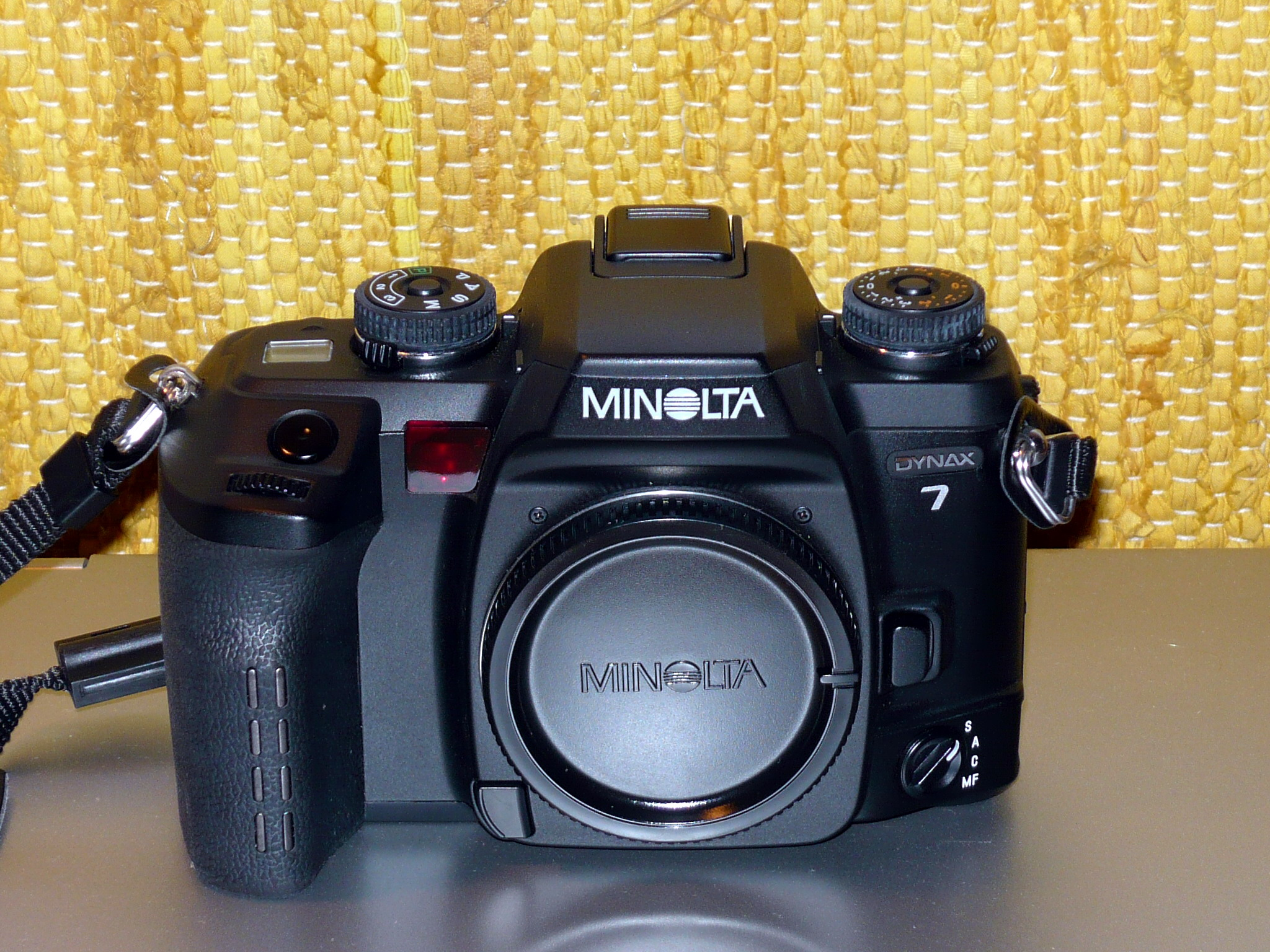
Dynax 7
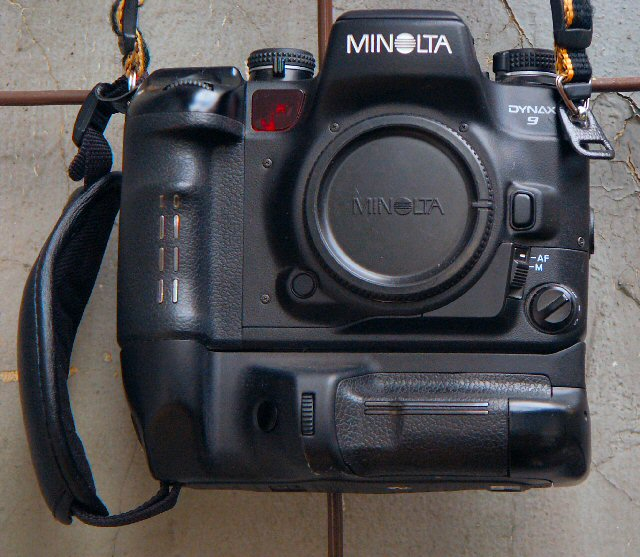
Dynax 9 z gripem

### Szósta generacja
- Minolta Dynax 40
- Minolta Dynax 60